# Waldemar Flugel
Waldemar Zdzisław Flugel (do 2004 Flügel; ur. 10 maja 1961 w Gorzowie Wielkopolskim) – polski menedżer, przedsiębiorca, inżynier i urzędnik państwowy, w latach 1999–2001 prezes Państwowego Funduszu Rehabilitacji Osób Niepełnosprawnych.

## Życiorys
Syn Jana i Krystyny Flügelów. Absolwent I Liceum Ogólnokształcącego w Gorzowie Wielkopolskim oraz inżynierii budownictwa na Wydziale Budownictwa i Architektury Politechnice Szczecińskiej (1985). Podczas nauki wstąpił do Niezależnego Zrzeszenia Studentów, był rozpracowywany przez Wojewódzki Urząd Spraw Wewnętrznych w Szczecinie. Działał także w Szczecińskim Klubie Katolików oraz Ruchu Młodej Polski.
Ukończył studia podyplomowe z zakresu wyceny nieruchomości (Akademia Rolniczo-Techniczna w Olsztynie), marketingu (Państwowa Wyższa Szkoła Zawodowa w Gorzowie Wielkopolskim), menadżerskie (Wyższa Szkoła Bankowa w Poznaniu) oraz rewitalizacji budynków (Wyższa Szkoła Techniczno-Humanistyczna Kadry dla Europy w Poznaniu). W latach 80. przez służył w ludowym Wojsku Polskim, gdzie dosłużył się stopnia sierżanta, następnie do 1989 był inspektorem w Fabryce Domów w Gorzowie i kierownikiem budowlanym.
Od 1989 związany z sektorem prywatnym. Prowadził firmę budowlaną i spółkę zajmującą się wyceną i obrotem nieruchomościami, działał jako doradca przy prywatyzacji oraz felietonista Radia Gorzów. Od 1990 do 1994 kierował gorzowskimi strukturami Zjednoczenia Chrześcijańsko-Narodowego, w czerwcu 1990 był też przez jeden miesiąc wiceprezydentem miasta (zrezygnował z funkcji). Od lipca 1999 do października 2001 zajmował stanowisko prezesa Państwowego Funduszu Rehabilitacji Osób Niepełnosprawnych, ubiegał się także o fotel wojewody lubuskiego. Został członkiem Prawa i Sprawiedliwości, w wyborach parlamentarnych w 2001 otwierał jego listę w okręgu nr 40 (nie uzyskując mandatu). W latach 2003–2008 był dyrektorem Zarządu Komunalnych Zasobów Lokalowych w Poznaniu. W kolejnych latach pracował na stanowiskach menedżerskich w spółkach zajmujących się budową obiektów sportowo-technicznych na potrzeby EURO 2012 w Poznaniu i Wrocławiu, prowadził także własną działalność gospodarczą. W 2016 objął stanowisko zastępcy wójta gminy Czerwonak, w 2018 kandydował do rady tej gminy.

## Życie prywatne
Żonaty, ma dwoje dzieci.